# Kyle Paul
Kyle Paul ist ein US-amerikanischer Schauspieler und Stuntman.

## Leben
Kyle Paul begann mit ersten schauspielerischen Tätigkeiten ab 2008 in einigen Kurzfilmen. 2010 hatte er in 127 Hours erstmals in einem Spielfilm eine Besetzung. Ab 2014 durfte er auch Episodenrollen in verschiedenen Fernsehserien übernehmen. Zwischen 2017 und 2018 durfte er in der Fernsehserie Gotham in vier Episoden mitwirken. Paul spielte 2019 jeweils Nebenrollen in den chinesischen Spielfilmen The Rookies und The Iron Mask. Im selben Jahr war er außerdem in der chinesischen Fernsehserie Kong jiang li ren in zehn Episoden zu sehen. Von 2019 bis 2020 verkörperte er in der Fernsehserie Our War in elf Episoden die Rolle des Lieutenant Thomas.
Seit 2012 ist er auch als Stuntman oder Stunt Coordinator im Filmbereich tätig. 

## Filmografie

### Schauspiel
- 2008: Western (Kurzfilm)
- 2009: Oisin (Kurzfilm)
- 2010: 127 Hours
- 2010: King and Prince (Kurzfilm)
- 2010: The Maze
- 2011: Van Helsing’s Factory
- 2011: Frohe Weihnachten – Jetzt erst recht (A Christmas Wish)
- 2011: Glenfaedom 30 (Kurzfilm)
- 2011: Serum X (Kurzfilm)
- 2011: Hooah (Kurzfilm)
- 2011: Meine Schwester Charlie unterwegs – Der Film (Good Luck Charlie, It’s Christmas!) (Fernsehfilm)
- 2012: Unwound (Kurzfilm)
- 2012: Peloton
- 2013: Ephraim's Rescue
- 2013: Schattenkrieger – The Shadow Cabal (SAGA – Curse of the Shadow)
- 2014: Deadly Sins (Fernsehserie, Episode 3x03)
- 2014: Mysterien im Museum (Mysteries at the Museum) (Fernsehserie, Episode 7x02)
- 2014: My Crazy Love – Verrückt vor Liebe (My Crazy Love) (Fernsehserie, Episode 1x09)
- 2016: Blue Bloods – Crime Scene New York (Blue Bloods) (Fernsehserie, Episode 6x15)
- 2016: Pandora's Box: Unleashing Evil (Fernsehserie, Episode 1x01)
- 2016: The Finger (Kurzfilm)
- 2017: Bucktail Brigade (Kurzfilm)
- 2017: Wolf Warrior 2 (Zhàn Láng II)
- 2017–2018: Gotham (Fernsehserie, 4 Episoden)
- 2018: Phanta City (Mini-Fernsehserie)
- 2018: 'Not' Saved by the Bell (Kurzfilm)
- 2019: The Crew (Kurzfilm)
- 2019: Fairytale
- 2019: The Rookies (Su ren te gong)
- 2019: The Iron Mask (Tayna pechati drakona)
- 2019: Tresspass
- 2019: Kong jiang li ren (Fernsehserie, 10 Episoden)
- 2019–2020: Our War (Fernsehserie, 11 Episoden)
- 2020: What We Found

### Stunts
- 2012: John Carter – Zwischen zwei Welten (John Carter)
- 2013: Schattenkrieger – The Shadow Cabal (SAGA – Curse of the Shadow)
- 2016: The Finger (Kurzfilm)
- 2017: Gotham (Fernsehserie, Episode 4x05)
- 2018: 'Not' Saved by the Bell (Kurzfilm)
- 2019: Fairytale
- 2020: Big Dogs (Fernsehserie, Episode 1x08)
- 2020: What We Found